# Otto-Mayr-Hütte
Die Otto-Mayr-Hütte ist eine Alpenvereinshütte der Sektion Augsburg des Deutschen Alpenvereins. Sie befindet sich im hinteren Reintal in den Tannheimer Bergen, einer Untergruppe der Allgäuer Alpen, auf dem Gemeindegebiet von Musau im Bezirk Reutte in Tirol.

## Geschichte
Die Hütte wurde im Jahr 1900 durch die Sektion Augsburg unter der Leitung ihres Vorsitzenden Otto Mayr erbaut und am 8. Juli 1900 eröffnet. Um Kosten und Arbeitszeit zu minimieren, wurde 1899 auf der Deutschen Sportausstellung in München ein auf einer Holzkonstruktion basiertes „Musterhaus für Bergsteiger“ gekauft, in Einzelteile zerlegt und mit der Bahn in die Tannheimer Berge transportiert, wo die Teile dann am geplanten Standort in kurzer Zeit wieder zusammengefügt wurden.
Bereits 1903 folgten die ersten Erweiterungen an der Unterkunft, weitere dann im Jahr 1909. In den 1970er Jahren wurde es wegen des starken Zuwachses an Besuchern notwendig, eine biologische Kläranlage anzulegen. 1987 erfolgte dann eine Komplettsanierung der Bausubstanz.

## Aufstieg
Es gibt verschiedene Möglichkeiten, zur Otto-Mayr-Hütte zu gelangen:
- Der direkte Zugang erfolgt vom Talort Musau (821 m) auf einem kleinen Bergweg auf die Achsel, von der man einen schönen Ausblick auf das Lechtal hat. Von dort aus gelangt man auf Forststraßen über die Musauer Alm (Einkehrmöglichkeit) bis zu einem Abzweig, von dem aus ein Steig bis zur Hütte führt (Gesamtgehzeit etwa 2 bis 2½ Stunden).
- Von Grän (1138 m) im Tannheimer Tal gelangt man über das Füssener Jöchl (1818 m) zur Hütte. Den Aufstieg kann durch Benutzung der Kabinenseilbahn auf das Füssener Jöchl abgekürzt werden (Gesamtgehzeit etwa 2½ Stunden ohne oder etwa 1 Stunde mit Seilbahnbenutzung).
- Von Vils (826 m) führt eine Forststraße zur Vilser Alpe (1225 m, Einkehrmöglichkeit). Von dort aus gelangt man auf einem Bergsteig über die Vilser Scharte (1815 m) zur Otto-Mayr-Hütte. Vor der Vilser Scharte ist der Weg mit Seilen und zwei Leitern versichert und nur für trittsichere Bergsteiger zu empfehlen (Gesamtgehzeit ca. 3½ Stunden).

## Touren von der Otto-Mayr-Hütte
Von der Otto-Mayr-Hütte aus lassen sich einige umliegende Gipfel der Tannheimer Berge besteigen. Für Kinder ab sechs Jahren ist beispielsweise die Große Schlicke (2059 m, Gehzeit: 1½ Stunden) geeignet. Ein anderes Gipfelziel ist der Schartschrofen (1968 m, Gehzeit: 1½ Stunden). Anspruchsvolle Touren sind die Besteigung der Roten Flüh (2111 m, Gehzeit: 2 Stunden), des Gimpel (2176 m, Gehzeit: 3 Stunden) oder der Gehrenspitze (2164 m, Gehzeit: 3½ Stunden). Der höchste Berg der Tannheimer Berge, die Kellenspitze (2238 m), kann in vier Stunden erreicht werden.

## Übergang zu anderen Hütten
- Bad Kissinger Hütte (1788 m), Gehzeit: 3 Stunden
- Tannheimer Hütte (1760 m), Gehzeit: 3 Stunden
- Gimpelhaus (1659 m), Gehzeit: 2 Stunden
- In direkter Nachbarschaft befinden sich die Füssener Hütte und die Willi-Merkl-Gedächtnis-Hütte

## Karten
- Alpenvereinskarte BY 5 Tannheimer Berge – Köllenspitze, Gaishorn (1:25.000)